# Dịch vụ khách hàng
Dịch vụ khách hàng là việc cung cấp dịch vụ cho khách hàng trước, trong và sau khi mua hàng.  Nhận thức về sự thành công của các tương tác như vậy phụ thuộc vào nhân viên "những người có thể tự điều chỉnh theo tính cách của khách".  Dịch vụ khách hàng liên quan đến ưu tiên mà tổ chức gán cho dịch vụ khách hàng so với các thành phần như đổi mới sản phẩm và giá cả.  Theo nghĩa này, một tổ chức coi trọng dịch vụ khách hàng tốt có thể chi nhiều tiền hơn cho việc đào tạo nhân viên so với tổ chức trung bình hoặc có thể chủ động phỏng vấn khách hàng để nhận phản hồi.
Từ quan điểm của một nỗ lực kỹ thuật quy trình bán hàng tổng thể, dịch vụ khách hàng đóng một vai trò quan trọng trong khả năng tạo thu nhập và doanh thu của một tổ chức.  Từ quan điểm đó, dịch vụ khách hàng nên được đưa vào như một phần của cách tiếp cận tổng thể để cải thiện hệ thống.  Một trải nghiệm dịch vụ khách hàng tốt có thể thay đổi toàn bộ nhận thức mà khách hàng nắm giữ đối với tổ chức.

## Hỗ trợ khách hàng
Hỗ trợ khách hàng là một loạt các dịch vụ khách hàng để hỗ trợ khách hàng trong việc sử dụng hiệu quả chi phí và sử dụng đúng sản phẩm.  Nó bao gồm hỗ trợ lập kế hoạch, cài đặt, đào tạo, xử lý sự cố, bảo trì, nâng cấp và xử lý sản phẩm.  Những dịch vụ này thậm chí có thể được thực hiện tại phía khách hàng nơi họ sử dụng sản phẩm hoặc dịch vụ.  Trong trường hợp này, nó được gọi là "dịch vụ khách hàng tại nhà" hoặc "hỗ trợ khách hàng tại nhà".
Về công nghệ, các sản phẩm như điện thoại di động, tivi, máy tính, sản phẩm phần mềm hoặc các mặt hàng điện tử hoặc cơ khí khác, nó được gọi là hỗ trợ kỹ thuật.

## Dịch vụ khách hàng tự động
Dịch vụ khách hàng có thể được cung cấp bởi một người (ví dụ: đại diện bán hàng và dịch vụ) hoặc bằng phương tiện tự động,     như kiốt, trang Internet và ứng dụng.  Một lợi thế với các phương tiện tự động là tăng khả năng cung cấp dịch vụ 24 giờ một ngày, ít nhất có thể là sự bổ sung cho dịch vụ khách hàng của mọi người.
Một loại dịch vụ khách hàng tự động ngày càng phổ biến được thực hiện thông qua trí tuệ nhân tạo ("AI").  Lợi ích khách hàng của AI là cảm giác trò chuyện với một đại lý trực tiếp thông qua các công nghệ giọng nói được cải thiện đồng thời mang lại cho khách hàng lợi ích tự phục vụ.  Một ví dụ khác về dịch vụ khách hàng tự động là bằng điện thoại cảm ứng, thường bao gồm menu chính và sử dụng bàn phím làm tùy chọn (ví dụ: "Bấm 1 cho tiếng Anh, Bấm 2 cho tiếng Tây Ban Nha", v.v.)
Tuy nhiên, trong kỷ nguyên Internet, một thách thức là duy trì và/hoặc nâng cao trải nghiệm cá nhân trong khi sử dụng hiệu quả của thương mại trực tuyến.  "Khách hàng trực tuyến thực sự vô hình đối với bạn (và bạn đối với họ), vì vậy thật dễ dàng để trao đổi họ về mặt cảm xúc.  Nhưng sự thiếu hiện diện trực quan và xúc giác này khiến cho việc tạo ra cảm giác kết nối giữa người với người trong lĩnh vực trực tuyến trở nên quan trọng hơn. " 

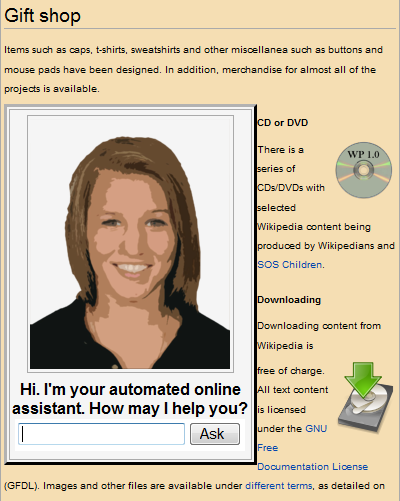
Một trợ lý trực tuyến tự động với avatar cung cấp dịch vụ khách hàng tự động trên một trang web.

Ví dụ về dịch vụ khách hàng bằng phương tiện nhân tạo là trợ lý trực tuyến tự động có thể được xem là hình đại diện trên các trang web, mà doanh nghiệp có thể sử dụng để giảm chi phí hoạt động và đào tạo.  Chúng được điều khiển bởi các chatterbots (còn được gọi là "chatbot") và một công nghệ cơ bản chính cho các hệ thống như vậy là xử lý ngôn ngữ tự nhiên.

## Số liệu và đo lường kết quả dịch vụ khách hàng
Hai cách chính để thu thập phản hồi là: khảo sát khách hàng và đo lường Điểm Promoter Net, được sử dụng để tính toán mức độ trung thành tồn tại giữa nhà cung cấp và người tiêu dùng.
Các số liệu dịch vụ khách hàng được theo sau bởi các công ty phụ thuộc vào công cụ được sử dụng cho dịch vụ khách hàng.  Các số liệu phổ biến nhất bao gồm:
- lần phản hồi đầu tiên,
- thời gian phản hồi trung bình,
- tổng thời gian xử lý,
- điểm hài lòng của khách hàng (CSAT).[cần dẫn nguồn]

## Phản hồi tức thì
Nhiều tổ chức đã thực hiện các vòng phản hồi cho phép họ nắm bắt phản hồi tại điểm kinh nghiệm.  Chẳng hạn, National Express ở Anh đã mời hành khách gửi tin nhắn trong khi đi xe buýt.  Điều này đã được chứng minh là hữu ích, vì nó cho phép các công ty cải thiện dịch vụ khách hàng của họ trước những khiếm khuyết của khách hàng, do đó nhiều khả năng khách hàng sẽ quay lại lần sau.  Công nghệ đã giúp các công ty ngày càng dễ dàng có được phản hồi từ khách hàng của họ.  Blog và diễn đàn cộng đồng cung cấp cho khách hàng khả năng đưa ra những giải thích chi tiết về cả những trải nghiệm tiêu cực cũng như tích cực với một công ty / tổ chức.

## Tiêu chuẩn hóa
Có một vài tiêu chuẩn về chủ đề này.  ISO và Viện dịch vụ khách hàng quốc tế (TICSI) đã công bố những điều sau đây:
- ISO 9004: 2000, về cải tiến hiệu suất
- ISO 10001: 2007, về hành vi dịch vụ khách hàng
- ISO 10002: 2004, về quản lý chất lượng trong việc xử lý các khiếu nại của khách hàng
- ISO 10003: 2007, về giải quyết tranh chấp
- ISO 10004: 2012, về giám sát và đo lường
- Tiêu chuẩn dịch vụ khách hàng quốc tế (TICSS)
- Tiêu chuẩn chăm sóc khách hàng CCQA (Liên minh chất lượng chăm sóc) www.  CCQA.org.uk

Ngoài ra còn có một tiêu chuẩn quản lý dịch vụ Công nghệ thông tin: ISO / IEC 20000: 2005.  Phần đầu tiên của nó liên quan đến thông số kỹ thuật và phần thứ hai là quy tắc thực hành.

## Sự chỉ trích
Một số người đã lập luận rằng  rằng chất lượng và mức độ dịch vụ khách hàng đã giảm trong những năm gần đây và điều này có thể được quy cho sự thiếu hỗ trợ hoặc hiểu biết ở cấp điều hành và quản lý cấp trung của một công ty và/hoặc chính sách dịch vụ khách hàng.  Để giải quyết tranh luận này, nhiều tổ chức đã sử dụng nhiều phương pháp để cải thiện mức độ hài lòng của khách hàng và các chỉ số hiệu suất chính khác (KPIs).

## Một số hình mẫu dịch về vụ khách hàng
Một số công ty được mời chào hoặc xếp hạng cao nhất cho dịch vụ khách hàng bao gồm:
- Amazon [11]
- Sản phẩm Avon [12]
- Calvin Klein (công ty) [13]
- Công viên Disney [14]
- Cửa hàng tạp hóa HEB [15]
- JetBlue [16]
- Liên minh tín dụng liên bang hải quân [17]
- Publix [18]
- Hoa Kỳ [19]
- Wegmans [20]